# Gustav Tuch

Gustav Tuch

Gustav Tuch (* 21. Dezember 1834 in Hamburg; † 2. Februar 1909 ebenda) war ein deutscher Kaufmann, Publizist und Vereinsgründer.

## Leben und Wirken
Gustav Tuch war der einzige Sohn von Isaac Tuch. Sein aus Polen stammender Vater stellte als Kleingewerbler Tabak und Zigarren her. Gustav Tuch erhielt eine schulische Ausbildung an der Israelitischen Freischule. Im Alter von 13 Jahren begann er eine kaufmännische Berufsausbildung. Er bildete sich mit Hilfe seines Vaters in Sprachen, Mathematik, Ökonomie und Wirtschaftsrecht fort und reiste durch Europa. Anschließend fand er eine Stelle bei der Commerz- und Diskontobank. Ab 1859 verfasste Tuch Beiträge für den Deutschen Nationalverein.
1864 erwarb Tuch das Hamburger Bürgerrecht. Im selben Jahr heiratete er Caroline Hildesheim. Das Ehepaar hatte drei Söhne und zwei Töchter, die zwischen 1865 und 1872 zur Welt kamen, darunter Ernst Tuch. Ab 1872 leitete Tuch als Vize-Direktor die Anglo-Deutsche Bank in Hamburg. Außerdem redigierte er den wirtschaftspolitischen Teil der Hamburger Nachrichten. Als das Blatt 1879 Bismarcks protektionistischem Kurs folgte, verließ Tuch die Redaktion aufgrund von Auseinandersetzungen.
In der Politik engagierte sich Tuch für Hamburgs Belange des Zollwesens. Seit 1867 gehörte er dem Verein für den Anschluss Hamburgs an den Zollverein an. In seinem Buch Die Sonderstellung der Deutschen Freihäfen beschrieb er 1878 die Situation deutscher Freihäfen im Vergleich zu anderen europäischen Häfen. Weitere Werke und Rezensionen erschienen in den Preußischen Jahrbüchern, dem Jahrbuch für Gesetzgebung, Verwaltung und Volkswirtschaft im Deutschen Reich und der Zeitschrift für deutsche Volkswirtschaft. In einem Buch von 1881 behandelte Tuch speziell den Hamburger Hafen. Seine Vorstellungen entsprachen dem im selben Jahr abgeschlossenen Zollanschlussvertrag, der 1888 vollendet wurde. Für seine Bemühungen um das Zollwesen erhielt er 1899 den Preußischen Kronenorden 4. Klasse.
Tuch, der jüdischen Glaubens war, versuchte, aufkommenden Antisemitismus zu bekämpfen. Er gehörte dem Repräsentantenkollegium der jüdischen Gemeinde Hamburgs an. Ab 1887 engagierte er sich in der Henry-Jones-Loge im B’nai B’rith-Orden, dessen Stuhlmeister er zwölfmal war. Außerdem arbeitete er viele Jahre im Generalkomitee der Großloge für Deutschland U.O.B.B. mit. 

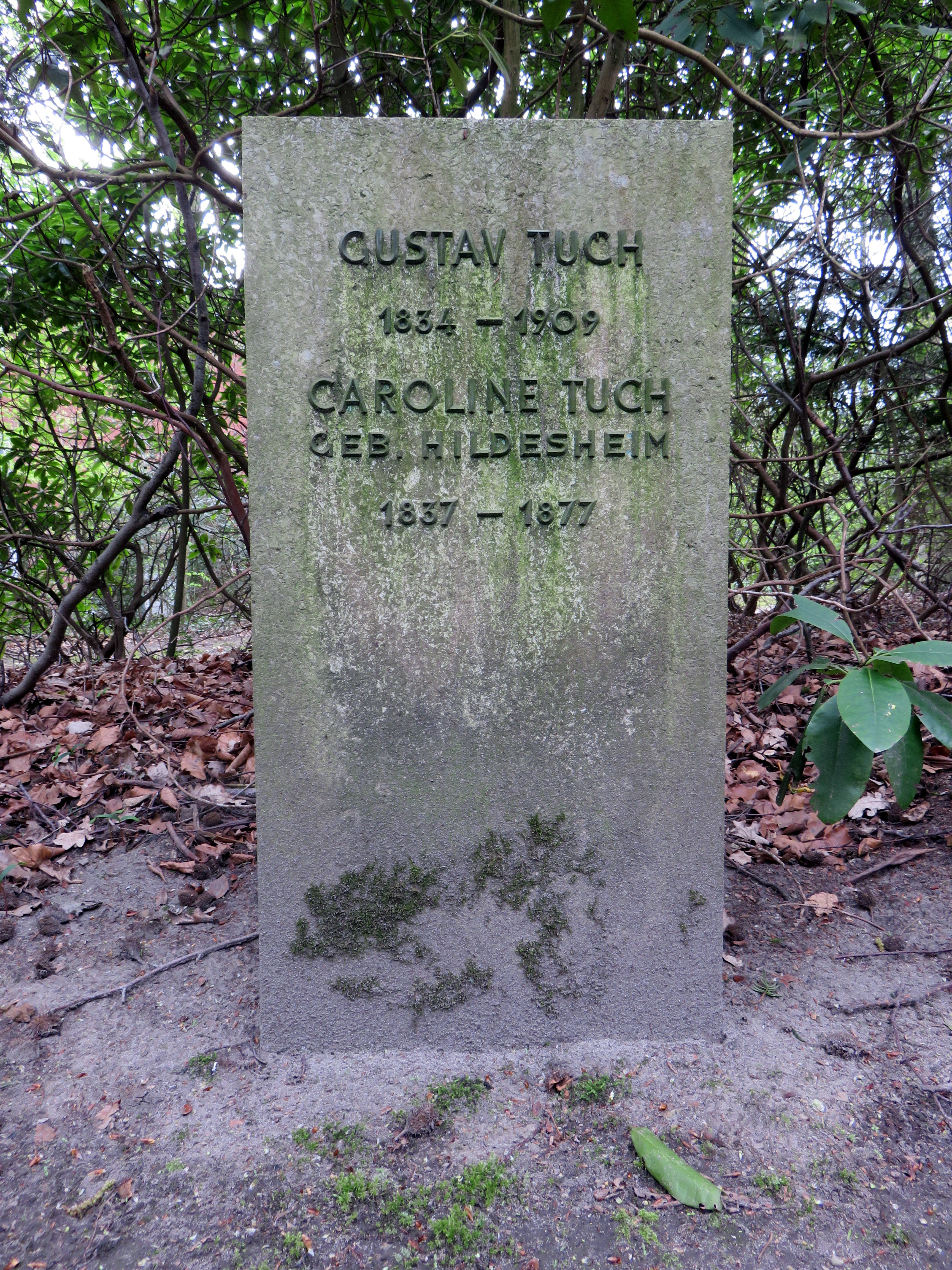
Gedenkstein Gustav Tuch, Jüdischer Friedhof Ilandkoppel

Tuch half und betreute aus Osteuropa geflohene Juden, die über den Hamburger Hafen nach Palästina weiterreisen wollten und war 1895 Gründer der Freien israelitischen Vereinigung in Hamburg. Diese Organisation, und insbesondere Gustav Tuch, war Initiatorin der im 24. Oktober 1897 abgehaltenen Conferenz betreffend innere Kolonisation. Das Resultat dieser Konferenz war 1898 die Gründung des Vereins zur Förderung der Bodenkultur unter den Juden in Deutschland (auch bekannt als Bodenkulturverein). Ziel des Vereins war die Hebung der „allgemeinen sozialen Würdigung der Juden“ in Deutschland „im öffentlichen Leben und ebenso im bürgerlichen Verkehr“. Zur Erreichung dieses Ziels erschien den Initiatoren des Vereins die „Überführung einer grösseren Anzahl geeigneter jüdischer Elemente zum Ackerbau, der Obstkultur, Gärtnerei u. s. w. […] von recht vielen Gesichtspunkten aus als patriotische Pflicht der Beseitigung ethischer, sozialer, wirtschaftlicher Gegensätze zwischen Nichtjuden und Juden“.
Wenngleich Tuch sich keiner Vereinigung anschloss, unterstützte er den Zionismus. Er bereitete den IX. Zionistentag vor, der 1909 nach seinem Tod in Hamburg stattfand. Tuch versuchte, das national-jüdische Selbstbewusstsein durch viele Vereinsgründungen voranzubringen. Dazu gehörten 1892 der Verein für jüdische Geschichte und Literatur, 1895 die Freie Israelitische Vereinigung, 1896 der Israelitische Jugendbund und 1899 die Israelitische Turnerschaft. Gemeinsam mit Max Grunwald rief er 1896 die Gesellschaft für jüdische Volkskunde ins Leben.
Als erster jüdischer Vertreter in Deutschland bezog Tuch Stellung gegen den internationalen Mädchenhandel und darin verwickelte Juden. Aus diesem Grund gründete er 1893 den Israelitisch-humanitären Frauenverein.
Gustav Tuch starb überraschend während einer Blinddarmoperation. Er wurde zunächst auf dem Jüdischen Friedhof am Grindel beigesetzt. Nachdem die Nationalsozialisten den Friedhof 1937 zwangsweise aufgehoben hatten, wurde das Grab auf den Jüdischen Friedhof Ohlsdorf verlegt. In der Ehrenanlage im Bereich „Grindelfriedhof“ wird mit einem Gedenkstein an Gustav Tuch erinnert.